# 新静岡センター

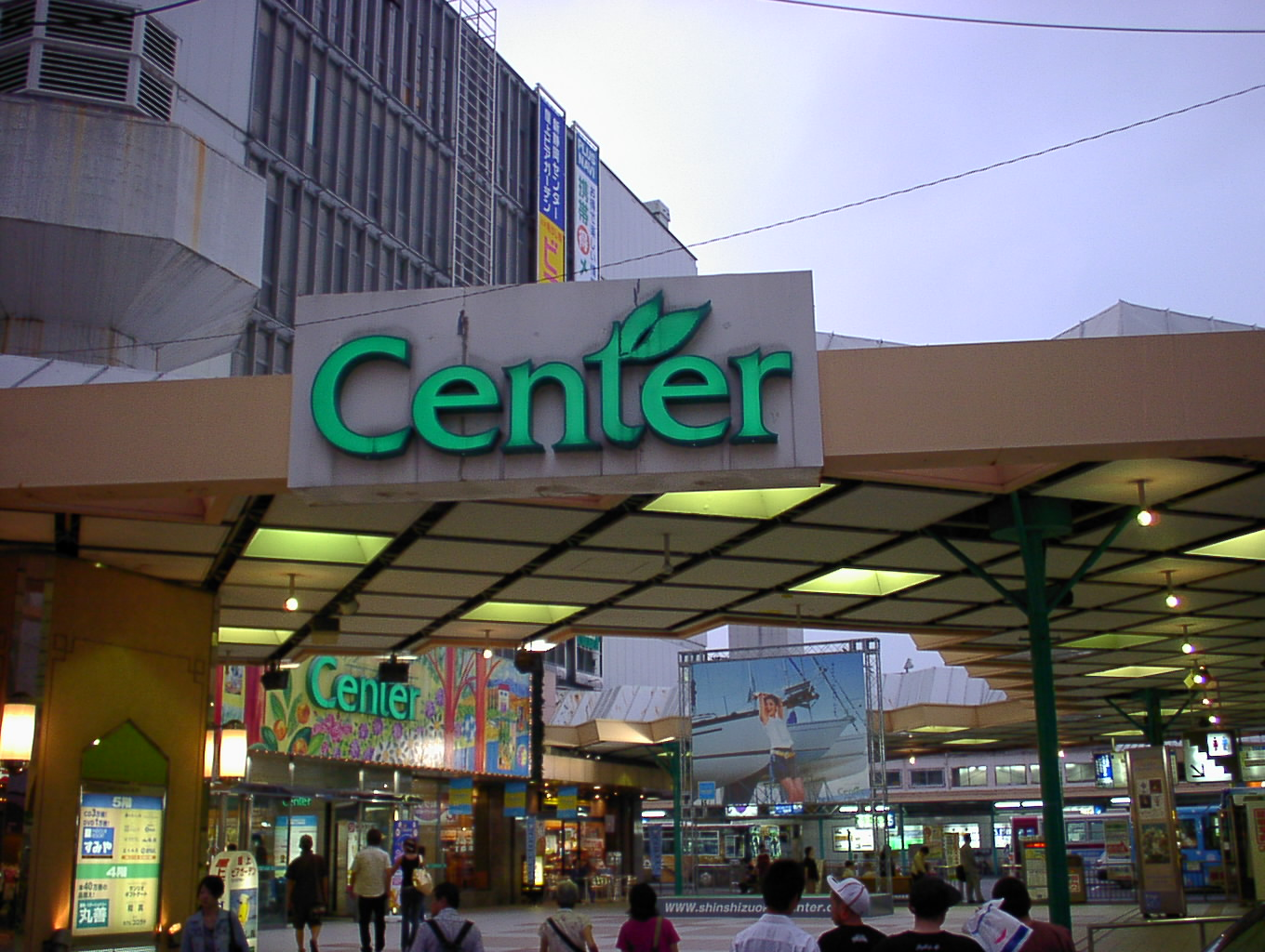
2005年6月撮影

新静岡センター（しんしずおかセンター、Shin Shizuoka Center）は、静岡市葵区鷹匠一丁目1番1号にかつて存在した駅ビル型ショッピングセンターである。

## 概要
新静岡センターは、駅・バスターミナル・デパートの複合施設として、1966年にオープンした。静岡鉄道のグループ会社である株式会社新静岡センターが運営していたが、施設の老朽化に伴い、2009年1月31日をもって閉店した。運営会社の株式会社新静岡センターも、2009年7月31日をもって解散。2011年10月5日、跡地に新静岡セノバがオープンした。
旧店舗1階南口プラザに架かっていた壁画は、タレントで洋画家の城戸真亜子が手がけたものであった。
2009年1月31日に行われた閉店セレモニーは、舟橋彌舟社長の挨拶、閉店セール、近隣アーティストによるライブ等で大いに盛り上がった。

## 沿革
- 1966年（昭和41年）5月15日 - 新静岡駅の駅ビル型SCとして開店
- 1970年（昭和45年） - 増床
- 1974年（昭和49年） - 5Fにトレビの泉(愛の泉)が誕生
- 2007年（平成19年）5月 - ビル建て替え計画を報道リリース。
- 2009年（平成21年）
  - 1月31日 - 午後6時をもって、改築の為閉店（改築については新静岡駅を参照）。閉店前の店舗面積の合計13,222m2。
  - 3月3日 - 大規模小売店舗内の廃止後の店舗面積の合計が0m2になる[1]。
  - 3月19日 - 前述の届出。
  - 3月27日 - 前述の公告。
  - 4月 - 旧ビルの取り壊し開始
  - 7月31日 - 株式会社新静岡センター解散
- 2011年（平成23年）
  - 9月30日 - 新静岡センター商品券の利用終了[2]。
  - 10月5日 - 新静岡セノバ開店。同時に商品券の払い戻し開始[2]。
- 2012年（平成24年）3月31日 - 商品券の払い戻し終了[2]。

## フロア構成と主なテナント(営業終了時)
- B1階 食鮮館、新静岡駅改札口
- 1階 バラエティエントランス、新静岡駅
- 2階 エレガンス&キッズファッション
- 3階 カジュアルファッション&ランジェリー
- 4階 カルチャー&ファッショングッズ　大型専門店：丸善
- 5階 レストラン&バラエティ　大型専門店：すみや
- 6階 コミュニケーション&サービス
- 7階 医師会健診センターメディオ、朝日テレビカルチャー
- 8階 静岡鉄道株式会社、株式会社新静岡センター

夏には屋上でビアガーデンを営業していた。